# Henri Vicariot
Henri Vicariot né le 28 mai 1910 à Limoges et mort le 6 février 1986 à Versailles, est un architecte français, polytechnicien (promotion 1930) et ingénieur des Ponts et Chaussées, concepteur de l’aéroport d’Orly, du four solaire d’Odeillo et de la gare de la Défense - Grande Arche du RER A.

## Biographie
Né le 28 mai 1910 à Limoges d’un père travaillant à la SNCF, Henri Vicariot devient polytechnicien à 20 ans. Après l'école Polytechnique, il poursuit ses études à l’institut d’urbanisme de Paris de 1943 à 1945, ainsi qu’à l’école des Beaux-Arts de Paris.
Durant la Seconde Guerre mondiale, il est officier du Génie et ingénieur des Ponts et chaussées. En 1945, il intègre la direction des bases aériennes du Secrétariat général à l'Aviation civile et commerciale (SGACC). Affecté à l'établissement public aéroport de Paris qui vient juste d'être créé, il y effectuera toute sa carrière d’architecte, puis en tant qu’architecte en chef de l’aéroport d’Orly.